# 毛利勝永
毛利勝永（1577年—1615年6月4日）是安土桃山時代至江戶時代初期的武將。豐臣氏家臣。父親是毛利勝信。本姓是森氏。
在史料中，沒有出現過勝永的名諱。發給文書全部都以吉政為署名，而「政」字是龍造寺政家賜予的偏諱。

## 生平

### 秀吉時期
在天正5年（1577年）於尾張國出生（『土屋知貞私記』。另一說指是在近江國長濱出生）。與父親勝信一同仕於豐臣秀吉。天正15年（1587年），在父親勝信被賜予豐前國規矩郡、高羽郡2郡6萬石並成為小倉的領主時，自身亦被賜予其中1萬石（根據『慶長4年諸侯分限帳』中記載為4萬8千石）。因為秀吉的命令而改姓與中國地方太守的毛利氏（本姓森氏和毛利氏的日語讀音相同），不過在翌年正月19日，秀吉授予的朱印狀中，仍然是送予「森壹岐守」，實際改為毛利姓確實時間，應是在鎮壓肥後國一揆和豐前國人一揆之後。
天正16年（1588年），擔任毛利輝元的接待役，在能興行表現太鼓，獲許可隨同輝元與公家眾會見。天正18年（1590年），在巡察師范禮安再來訪之際，在小倉出迎。
慶長2年（1597年），在文祿慶長之役中從軍。在慶長之役中，擊退進攻蔚山倭城的明、朝鮮聯軍而立下戰功。把在朝鮮的戰場中獲得的犬送予豐臣秀次，得到秀次的禮狀。
慶長3年（1598年），在秀吉死去時，受領遺物刀（『甫庵太閤記』。被認為是備前福岡一文字派的貞真）。

### 關原之戰
慶長5年（1600年），在關原之戰中，與父親一同參戰並加入西軍。代替前往領國九州的父親指揮中央的軍勢，並在伏見城之戰中獲得極大戰功，得到毛利輝元、宇喜多秀家的感謝狀和3千石加增，不過失去了毛利九左衛門（香春岳城城主）和毛利勘左衛門等許多家臣，接著在安濃津城之戰和關原本戰時，與輝元的家臣一同被編入安國寺惠瓊的指揮之下，陷入混亂狀態，因而戰敗。
在關原之戰後，在豐前的領地小倉城也被黑田如水（孝高）奪走，之後遭到改易。與父親一同被加藤清正、之後是山內一豐軟禁。因為與山內家是舊識和親交，獲得1千石封地，父子一同受到厚待。特別是弟弟被賜予山內姓並改名為山內吉近，受領2千石厚遇（不過在慶長18年（1613年）期間前往紀州淺野家仕官）。自身則居住在高知城北部的久萬村，時時往來於高知城｡ 慶長15年（1610年）5月25日，正室安姬死去後，勝永剃髮出家，號一齋。翌年（1611年）5月6日，父親勝信死去，在7日葬在江之口村尾戶山喜圓坊，後來改葬到秦村泰山。

### 大坂之陣
慶長19年（1614年），接受豐臣秀賴的邀請，於是計畫逃出土佐國。此時對留守居役山內康豐假稱要幫助德川方的藩主山內忠義，希望能前往忠義的陣中。留下長男勝家為留守居，次男鶴千代（太郎兵衛）則留在城中作為人質，令康豐安心放行，不過之後與勝家一同乘船逃去，並前往大坂方。忠義在激怒下，命令監視勝家的山內四郎兵衛切腹，鶴千代、妻子和女兒則被軟禁在城內。
進入大坂城後，因為被視為豐臣家的譜代家臣，得到諸將的信賴並被稱為大坂五人眾（大坂城の五人衆）之一。在大坂冬之陣中，守備城池西北方（現今今橋附近）。
慶長20年（1615年），在大坂夏之陣中，於5月6日收容在道明寺之戰中敗退的後藤基次等人的殘兵。從自軍抽出鐵砲隊擔任殿軍，自身率領本隊，向大坂城撤退。
翌日，在天王寺口之戰中，率領4千兵士，在德川家康本陣的正面四天王寺南門前布陣。在戰鬥開始後，迅速殺死本多忠朝和小笠原秀政、忠脩父子，接著擊破淺野長重、秋田實季、榊原康勝、安藤直次、六鄉政乘、仙石忠政、諏訪忠恒、松下重綱、酒井家次、本多忠純的部隊，之後突入德川家康的本陣。但是在真田信繁隊壞滅後，戰線亦隨之崩壞，因為從四方受到關東勢攻擊而決定撤退。在退卻時亦顯示出漂亮的指揮，擊破進行反擊的藤堂高虎隊，防備著井伊直孝和細川忠興等部隊的攻擊而往城內撤退。
8日，為豐臣秀賴介錯，與弟弟山内勘解由吉近和兒子勝家一同在蘆田矢倉切腹。享年37歲。

### 死後
戰後，德川家康命令土佐的山內忠義把被留在城內的母子3人護送至京都，10歲的太郎兵衛被處死，其餘家屬則得到活命，被帶返土佐。

## 逸話
- 聽聞大坂的戰事即將開始後，向妻子說「我受了豐臣家的大恩，想為了秀賴公而獻上一命。但是如果我成為大坂的友方的話，留在這裡的你們將會遇到麻煩的吧」（自分は豊臣家に多大な恩を受けており、秀頼公のために一命を捧げたい。しかし自分が大坂に味方すれば、残ったお前たちに難儀がかかるだろう）並流涙嘆息。聽到這句說話的妻子激勵說「你報答主君的事是家族的名譽。如果擔心被留下的人，我們就沉到這個島的波浪下斷絕己命」（君の御為の働き、家の名誉です。残る者が心配ならば、わたくしたちはこの島の波に沈み一命を絶ちましょう）。勝永於是高興起來並設下一計，與兒子勝家一同前往大坂城。後來聽聞此事的家康命令「勇士的志氣是值得嘉許的。不應該向妻子問罪」（勇士の志、殊勝である。妻子を罪に問うてはならぬ），於是妻子和次男太郎兵衛被招到城內並被保護著。（『兵家茶話』、『常山紀談』）（勝永的正室是龍造寺政家的女兒，但是在大坂之陣以前就已經死去，因此應是繼室，不過姓名不詳。而這個故事被記載到『婦女鑑』（明治20年）等書物中）。

- 在道明寺之戰中，因為濃霧，真田信繁和勝永等人的援軍沒有及時到達，於是令後藤基次等名武將被討死，遲了合流的信繁對此感到悲嘆並向勝永說「因為濃霧而沒能救援友軍，更令又兵衛（後藤基次）等人戰死，我對自己感到羞恥。也許已經令到豐臣家的御運到達盡頭了」（濃霧のために味方を救えず、みすみす又兵衛らを死なせてしまったことを、自分は恥ずかしく思う。遂に豊臣家の御運も尽きたかもしれない），於是有了在此地被討死的覺悟。聽到此話的勝永對信繁安慰著說「在這裡戰死並無益處。難道不希望在右府大人（豐臣秀賴）的馬前華麗地戰死嗎」（ここで死んでも益はない。願わくば右府様の馬前で華々しく死のうではないか）。（『大坂陣聞書』）

- 毛利勝永在天王寺口奮戰，德川方的黑田長政見識此一情景後向加藤嘉明問道：「你說此時豎起的采配（日语：采配）是誰的呢」（あの際立った采配は誰だろう）。嘉明答道「你不認識嗎。他是毛利壹岐守的兒子豐前守勝永」（貴殿はご存じなかったのか。彼こそ毛利壱岐守が一子、豊前守勝永でござる）。長政驚訝地說「還記得之前他只是個小孩…終於也像個歷戰武將了啊」（この前まで子供のように思っていたのに…さても歴戦の武将のようだ）並對其表示讚賞。（『武家事紀』）

- 在當時見聞大坂城的戰鬥的傳教士報告「豐臣軍是真田信繁和毛利勝永擔任指揮宮，他們以可怕的氣勢和勇氣數度進行猛攻，敵軍的大將德川家康大驚失色，打算遵從日本的風俗進行切腹」（豊臣軍には真田信繁と毛利勝永という指揮官がおり、凄まじい気迫と勇気を揮い、数度に渡って猛攻を加えたので、敵軍の大将・徳川家康は色を失い、日本の風習に従って切腹をしようとした）。在『山本豐久私記』中亦有記述。

- 江戶時代中期的文人神澤杜口在自己所著的隨筆集『翁草』中讚賞勝永的活躍，並寫著「可惜在後世只說真田而從不說毛利」（惜しいかな後世、真田を云いて毛利を云わず）。

- 大坂之陣後，在土佐山內家中命令勝永的舊臣杉助左衛門對勝永的事歷進行總結。於是有了『毛利豐前守殿一卷』並長久以來在山內家流傳，大正末年，福本日南看到並寫了『大坂城的七將星』（大坂城の七将星）。現在流布勝永的生年等資料都是以『毛利豐前守殿一卷』為基礎。

## 人物
- 在大坂之陣、天王寺・岡山之戰中，有許多真田信繁（幸村）的活躍相常有名，但是毛利勝永的奮鬥可說是不比他差。特別是大坂之戰到最後仍然維持著戰線的就只有勝永一人，由此可見他攻守兩面的手腕和能力。因為沒有膾炙人口，於是他的活躍亦被隱藏起來，在當時大坂城中，名望可算是數一數二。與妻子和僚將的逸話可以推斷他的性格是相當溫順和寬厚，是個人格非常良好的人物。

## 登場作品
小說
- 紅炎（新潮社、池波正太郎著）
- 大坂將星傳（星海社、仁木英之（日语：仁木英之）著）
- 獅子不死（講談社、中路啓太（日语：中路啓太）著）

影視劇
- 真田幸村的謀略（日语：真田幸村の謀略）（1979年、東映、演：丘路千）
- 德川家康（1983年、NHK大河劇、演：青木義朗）
- 真田太平記（日语：真田太平記 (テレビドラマ)）（1985年、NHK、演：宮内洋）
- 葵德川三代（2000年、NHK大河劇、演：福中勢至郎）
- 茶茶 天涯的貴妃（2007年、東映、演：松永鐵九郎）
- 真田丸（2016年、NHK大河劇、演：岡本健一）
- 真田十勇士（日语：真田十勇士 (2014年の劇作品)#映画）（2016年、松竹・日活、演：坂東工）